# Brazo Oriental
Brazo Oriental - barrio (sąsiedztwo lub dzielnica) miasta Montevideo, stolicy Urugwaju. Znajduje się w centralnej części miasta.
Graniczy na południu z Reducto, La Figurita i Jacinto Vera, na wschodzie z Bolivar, na zachodzie z Atahualpa i Aires Puros, a na północy z Cerrito de la Victoria. Południową granicę stanowi Bulevar Artigas, a północną Bulevar José Batlle y Ordóñez.
Znajduje się tu Muzeum domu Luisa Alberto de Herrera.

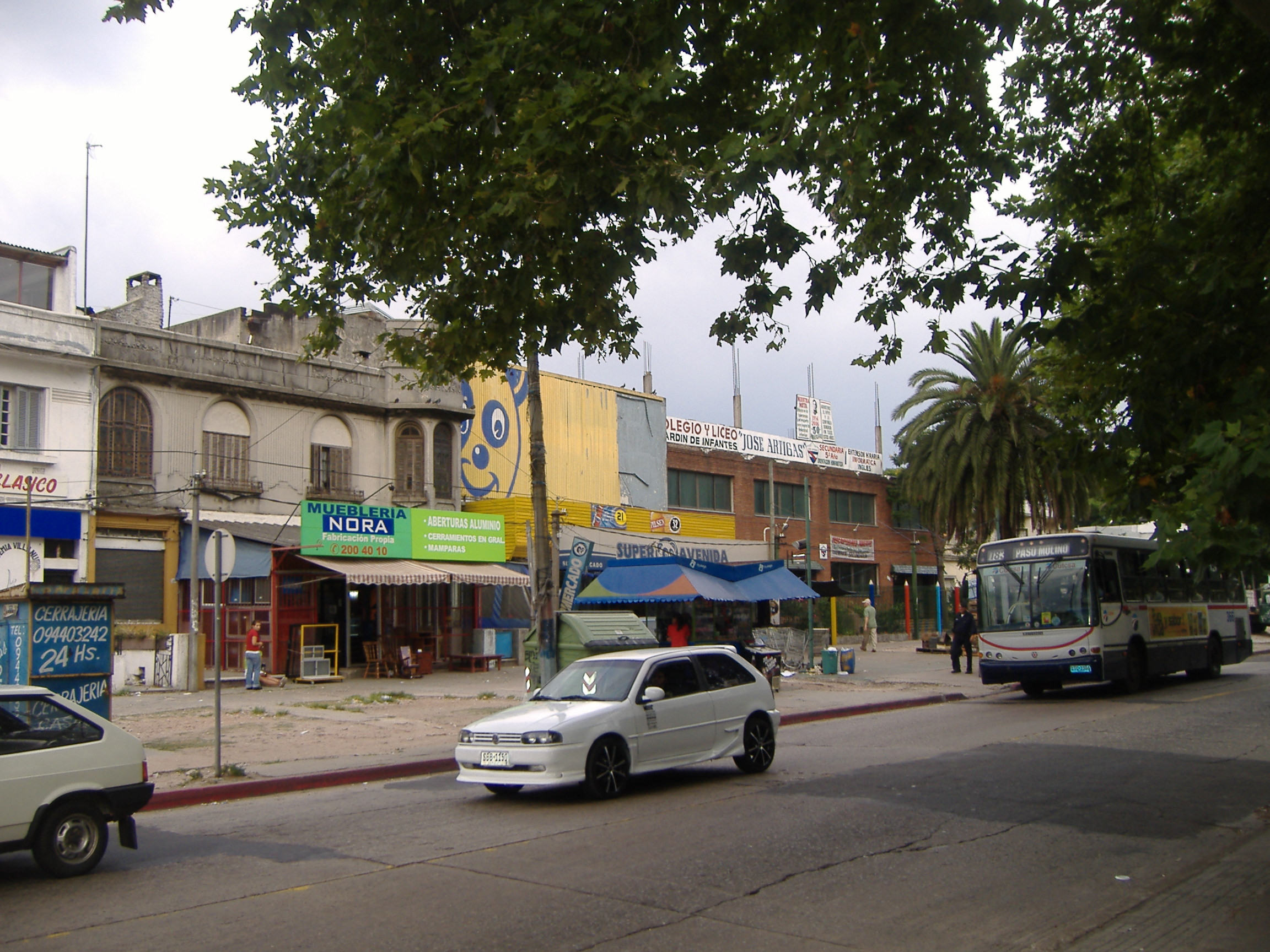
Jedna z ulic